# الكسندر مارتن (سياسي)
الكسندر مارتن هو سياسي كندي، ولد في 14 مارس 1842، وتوفي في 13 أبريل 1921. حزبياً، نشط في حزب كندا المحافظ. وقد انتخب عضو مجلس العموم الكندي.